# Tomislav Erceg
Tomislav Erceg (Split, 22. listopada 1971.), hrvatski umirovljeni nogometaš. Sin Nedjeljka Špira Ercega, bivšeg predsjednika Skupštine Hajduka.

## Klupska karijera
Svoju je nogometnu karijeru započeo u podmlatku Hajduka, a na Poljudu doživio punu igračku afirmaciju. Igrao je na poziciji centarfora, a krasio ga je sjajan osjećaj za pogodak. Svoju je prvu sezonu u Hajduku odigrao 1992. godine, te nakon toga promijenio mnogo klubova, ali se puno puta vraćao u Split, ne bi li pomogao Hajduku. 
Statistika u Hajduku
| Natjecanje        | Nastupi | Zgoditci |
| ----------------- | ------- | -------- |
| Prvenstvo         | 162     | 81       |
| Kup               | 30      | 21       |
| Superkup          | 1       | 0        |
| Međunarodne       | 18      | 7        |
| Splitski podsavez | 0       | 0        |
| Ukupno            | 211     | 109      |
| Prijateljske      | 85      | 14       |
| Sveukupno         | 296     | 123      |

Uz Hajduk igrao je i za švicarski Lugano i Grasshopers, talijanske Anconu i Perugiu, njemački Duisburg i Greuther Fürth, turski Kocaelispor, japansku Hiroshimu, izraelski Hapoel Petah Tikva, te HNK Rijeku.
U 1. HNL postigao je 97 pogodaka, te je 5. strijelac lige svih vremena. Od toga čak 80 pogodaka je zabio za Hajduk čime je najbolji strijelac Hajduka u hrvatskoj ligi. Ostalih 17 zabio je za Rijeku u sezoni 2004./05. kada je bio najbolji strijelac lige.
Posljednju sezonu odigrao je u matičnom mu splitskom klubu, koji je tada igrao najlošiju sezonu u 1. HNL. Erceg je zabio samo 1 pogodak i nakon toga se oprostio od igračke karijere.

## Reprezentativna karijera
Za reprezentaciju bilježi tek 4 utakmice i to većinom ulazeći s klupe pred kraj susreta. Jedini pogodak postiže Turskoj u prijateljskom susretu u Sendai Cityju nakon što je prvi i jedini put krenuo u prvih 11.

## Športsko-administrativna karijera
Nakon prestanka igranja preuzeo je funkciju pomoćnog športskog direktora Hajduka. Kao športski direktor bio je vrlo zapažen. U klub je doveo nekolicinu poznatih iskusnih igrača, no, naišao je i na probleme u obliku odlaska mladih i talentiranih igrača iz klupskog omladinskog pogona. Prvi službeno zaključeni posao na toj funkciji bilo je imenovanje Zorana Vulića za trenera. Na mjestu športskog direktora se zadržava sezonu i pol nakon čega podnosi ostavku.

## Priznanja

### Individualna
- 2004.: Najbolji igrač Prve HNL, u izboru kapetana klubova Prve HNL.[3]

## Vanjske poveznice
- Nogometni-magazin: statistike